# Floresta de Chailluz
A Floresta de Chailluz é uma área arborizada de 1.673 hectares, localizada em Besançon, no Doubs, França . É cortada pela rodovia A36. Sua elevação varia de 319 metros em torno de Thise a 619 metros no Fort de la Dame Blanche.

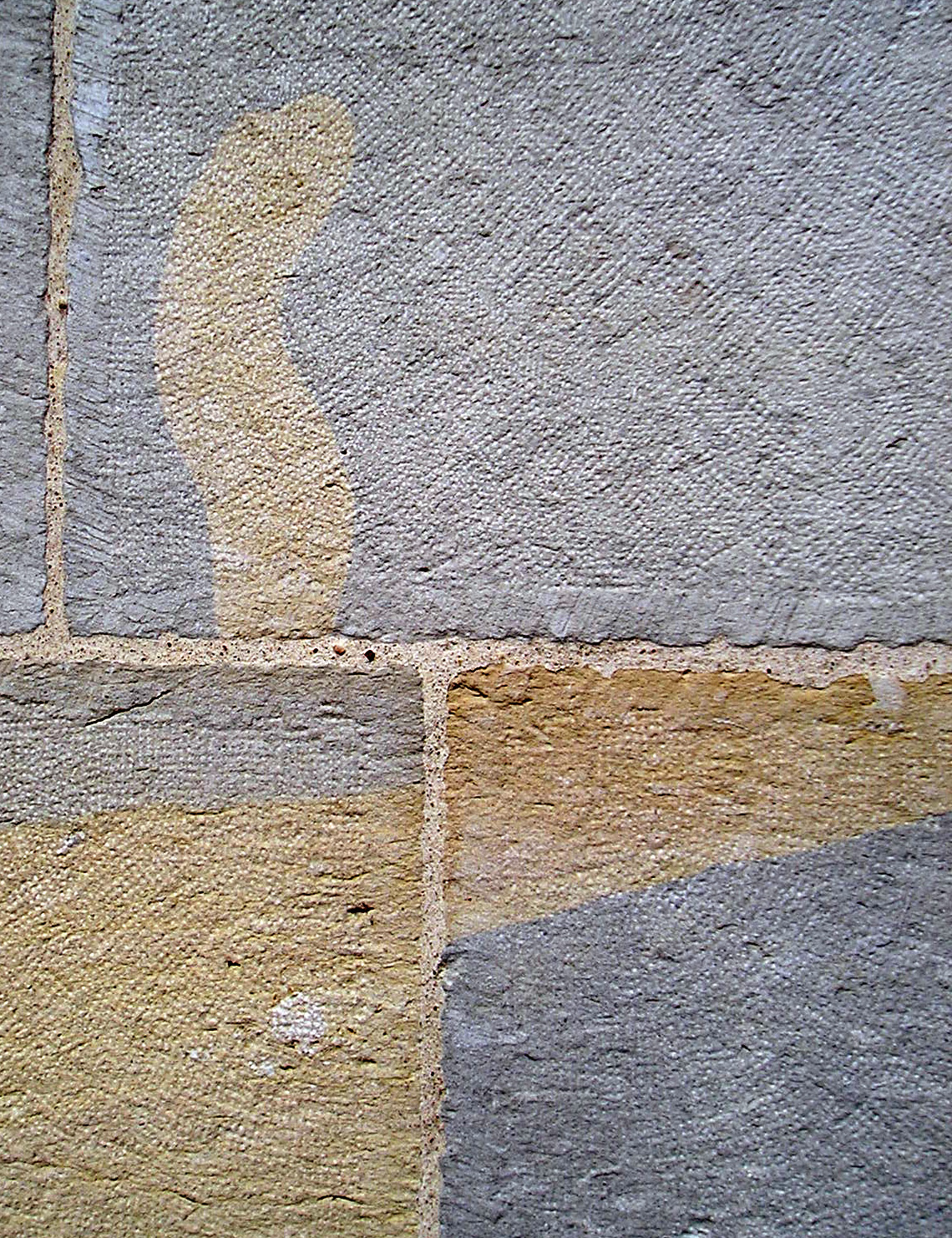
As pedras multicoloridas das pedreiras são usadas nos edifícios de Besançon

- Historicamente, as pedreiras em Chailluz forneceram a pedra manchada de giz azul e bege a partir da qual a maioria dos edifícios antigos no centro de Besançon foi construída. [1]

## Sites notáveis
- Hamlet das "Grandes Baraques"
- Fort de Chailluz (Fort de la Dame Blanche; Forte da Senhora Branca)